# Grow Home
Grow Home — это видео-игра и приключенческий платформер, разработанный студией Ubisoft Reflections и изданная Ubisoft. Игра была выпущена для персональных компьютеров Microsoft Windows 4 февраля 2015 года и для игровой приставки PlayStation 4 1 сентября 2015 года. Игрок управляет роботом по имени B.U.D., которому поручено выращивать растение, чтобы то могло насыщать кислородом его родную планету. Игроки исследуют открытый мир, управляя B.U.D. с помощью захвата его обеих рук или взаимодействия с объектами.
Изначально разработанная небольшой группой из Ubisoft Reflections в качестве эксперимента, игра стала популярной среди коллег и в конечном итоге была запланирована к официальному выпуску, что было подтверждено в блоге Ubisoft 22 января 2015 года. Игра была создана с использованием игрового движка Unity и содержит процедурную анимацию и основанный на физике игровой процесс, позволяющей движениям игрока адаптироваться к игровой среде.
Grow Home получила положительные отзывы со стороны игровых критиков, хваливших игру за её открытый игровой мир и визуальные эффекты, в то же время критикуя её короткую длину. 16 августа 2016 года состоялся выпуск продолжения под названием Grow Up.

## Игровой процесс
Grow Home — это приключенческая игра от третьего лица. Игрок должен управлять роботом по имени B.U.D. (Botanical Utility Droid) и ему поручено насыщать кислородом свой родной мир, выращивая и взбираясь на «Звездное растение» — гигантский бобовый стебель, за одно собирая его семена. Игрок может свободно исследовать открытый мир, а также с помощью правой и левой кнопок, отдельно захватывать руки B.U.D. чтобы заставить его карабкаться. Игрок может преодолеть небольшое расстояние, а также карабкаться по любой вертикальной поверхности, или толкать предметы На протяжении всей игры, B.U.D получает поддержку со стороны компьютера M.O.M., информирующего его о целях игрового процесса.
Игра позволяет выращивать «Звёздные побеги» от «Звёздного растения», служащие платформой для дальнейшего прохождения.Звёздные побеги могут быть выращены только в течение ограниченного периода времени и игрок может направлять их путь роста. Побеги можно использовать для перевозки робота по различным плавучим островам. Некоторые острова, называемые «Энергетические горы», могут быть соединены со Звёздными побегами, чтобы заставить Звёздное растение расти по заданному пути. По мере прохождения, энергетические камни располагаются всё дальше от Звёздного растения.
Достигнув определенных высот, Звёздное растение соприкасается с плавучими островами.  Эти острова, окружающие Звёздное растение хранят особые кристаллы, которые могут одаривать B.U.D. дополнительными способностями. На островах можно найти другие растения или живых существ, а также такие природные объекты, как водостоки или пещеры. Некоторые элементы окружающей среды, такие как листья, растущие как на Звёздном растении, так и на Звёздных побегах, позволяют игроку высоко прыгать и играют важную роль в перемещении робота в окружающем пространстве. В игре также имеются порталы для телепортации, позволяющие роботу быстро перемещаться по миру и выступают также в роли точки сохранения. Существует ряд причин, по которой робот может умереть: он может упасть с большого расстояния, слишком долгого прибывания в воде или вредящих манипуляций игроком. В случая смерти, игра перезапускается у последнего использованного портала. Кроме того, игроки могут сканировать различную добытую флору и фауну в порталах, чтобы узнать о них нужные данные. Игрок может подбирать предметы и хранить их в инвентаре B.U.D. например цветочные парашюты, замедляющие скорость падения робота или листья-планеры, позволяющие роботу летать.
Как только рост Звёздного растения достигает 2000 метров и игрок возвращает семена M.O.M., основная задача считается выполненной и игрок может собрать ещё восемь остальных семян. Выполнение основной миссии даёт роботу возможность прыгать вдвое выше. Игроки могут свободно исследовать игровой мир после завершения миссии.

## Разработка
Созданием Grow Home занималась команда из восьми человек в Ubisoft Reflections. Сама студия занимается разработкой высокобюджетных игр класса ААА, однако Grow Home создавалась изначально как «экспериментальный проект в небольших масштабах», вместе с которым разработчики хотели экспериментировать с необычной игровой механикой, в частности процедурной анимацией. Тем не менее созданный прототип впечатлил разработчиков и они решили добавить в игру персонажа-робота, которым игрок может управлять с помощью захвата обеих его рук. В итоге руководство Ubisoft приняло решение официально выпустить игру.
Предметом вдохновения при создании выступили такие картины, как «Автостопом по Галактике и «ВАЛЛ-И». Также создатели хотели затронуть в игре тему окружающей среды и передать идею того, что даже один человек может положительно повлиять на окружающий его мир. В процессе разработки также обсуждалась идея добавить в игру многопользовательский компонент, однако этого не позволяли ограниченные ресурсы, выделенные на разработку.
Grow Home обладает минималистским, низкополигональным графическим стилем. Она использует процедурную анимацию и основанную на физике игрового процесса, позволяющую объектам и действиям игрока адаптироваться к любой части окружающей среды. Создатели намеренно выбрали простой и яркий стиль игры, так как во первых он решал  проблему ограниченного бюджета, а во вторых по мнению создателей соответствовал художественной задумке Grow Home. Разработчики рекомендуют использовать для игры геймпад, так как он предоставляет игроку «самую глубокую связь с игровой механикой». Grow Home была создана с применением движка Unity и, в отличие от других игр от Ubisoft, для запуска не требует наличия Uplay. После официального анонса игры 22 января 2015 года, выпуск Grow Home состоялся 4 февраля для персональных компьютеров Microsoft Windows на сервисе Steam от Valve , для игровой приставки PlayStation 4, выход игры состоялся 1 сентября того же года. Разработчики объявили, что выпустят версию для OS X в случае хороших продаж игры для Windows. После выхода, Ubisoft выпустила несколько обновлений для игры, содержащиx новые миссии, скины и исправления ошибок.

## Критика
| Сводный рейтинг    | Сводный рейтинг          |
| Агрегатор          | Оценка                   |
| ------------------ | ------------------------ |
| GameRankings       | 74,84 %                  |
| Metacritic         | (PC) 75/100 (PS4) 74/100 |
| Иноязычные издания |                          |
| Издание            | Оценка                   |
| Destructoid        | 8,5/10                   |
| Eurogamer          | [ 25 ]                   |
| Game Informer      | 6/10                     |
| GameSpot           | 8/10                     |
| IGN                | 8,8/10                   |
| PC Gamer (US)      | 80/100                   |

Grow Home получила положительные отзывы после выхода. Средняя оценка ПК-версии на аггрегаторе Metacritic, на основе 46 обзоров составила 75 баллов из 100 возможных. Что можно охарактеризовать, как «в целом благоприятные» обзоры На агрегаторе GameRankings игра получила 74,84 % одобрения на основе 25 отзывов версии для ПК. По словам Steam Spy, к марту 2016 года только в Steam было продано около 300 000 копий игры. Летом 2018 года, благодаря уязвимости в защите Steam Web API, стало известно, что точное количество пользователей сервиса Steam, которые играли в игру хотя бы один раз, составляет 330 240 человек.
Критики похвалили Grow Home за её открытый  игровой мир. Эрика Веббер с сайта PC Gamer заметила, что игра порадует игрока, дав ему почувствовать себя первооткрывателем. Бен Дэвис с сайта Destructoid также признался, что получил наибольшее удовольствие от изучения игрового мира, а обозреватель Eurogamer Кристиан Донлан назвал карту игры удивительно щедрой и разнообразной. Тем не менее, рецензенту не пришлась по душе продолжительность игры: Дэвис назвал её относительно короткой, а Уэббер и Донлан заявили, что игроку потребуется всего несколько часов или меньше, чтобы завершить основную миссию в игре. Брендин Тиррел с сайта IGN также сказал, нет веских причин возвращаться к игре после завершения основной миссии.
Игру также похвалили за её визуальные эффекты: Тиррел назвал представленный игровой мир игры великолепным и ярким, а также назвал его процедурно-сгенерированную анимацию «фантастическим примером того, как движение может говорить больше, чем слова». Однако он также заявил, что движок анимации иногда приводил неестественным искажениям конечностей B.U.D..  Джон Уокер с сайта Rock, Paper и Shotgun сказал, что именно движения главного героя делают игру такой особенной.
Что касается схемы управления, то тут мнение критиков разделилось: Донлан назвал Grow Home — лучшей игрой о скалолазании, в которую он когда-либо играл, утверждая, что «изначально сбивающие с толку» элементы управления позволяют игроку перемещаться по миру «с настоящим мастерством». Дэвис также назвал скалолазание самым интересным аспектом игры, но также заявил, что управление порой достаточно неудобное. Уэббер аналогично заметил, что управление скалолазанием вызвало у него боль с запястье, а также, что «система управления ходьбой робота выгладит мило, до тех пор, пока игрок не промахнётся и не упадёт с обрыва».

## Внешние ссылки
- ubisoft.com/en-GB/game/grow-home/ — официальный сайт Grow Home